# Spoorlijn Simmern - Boppard
De spoorlijn Simmern - Boppard ook wel Hunsrückbahn genoemd is een Duitse spoorlijn als spoorlijn 3020 onder beheer van DB Netze.

## Geschiedenis

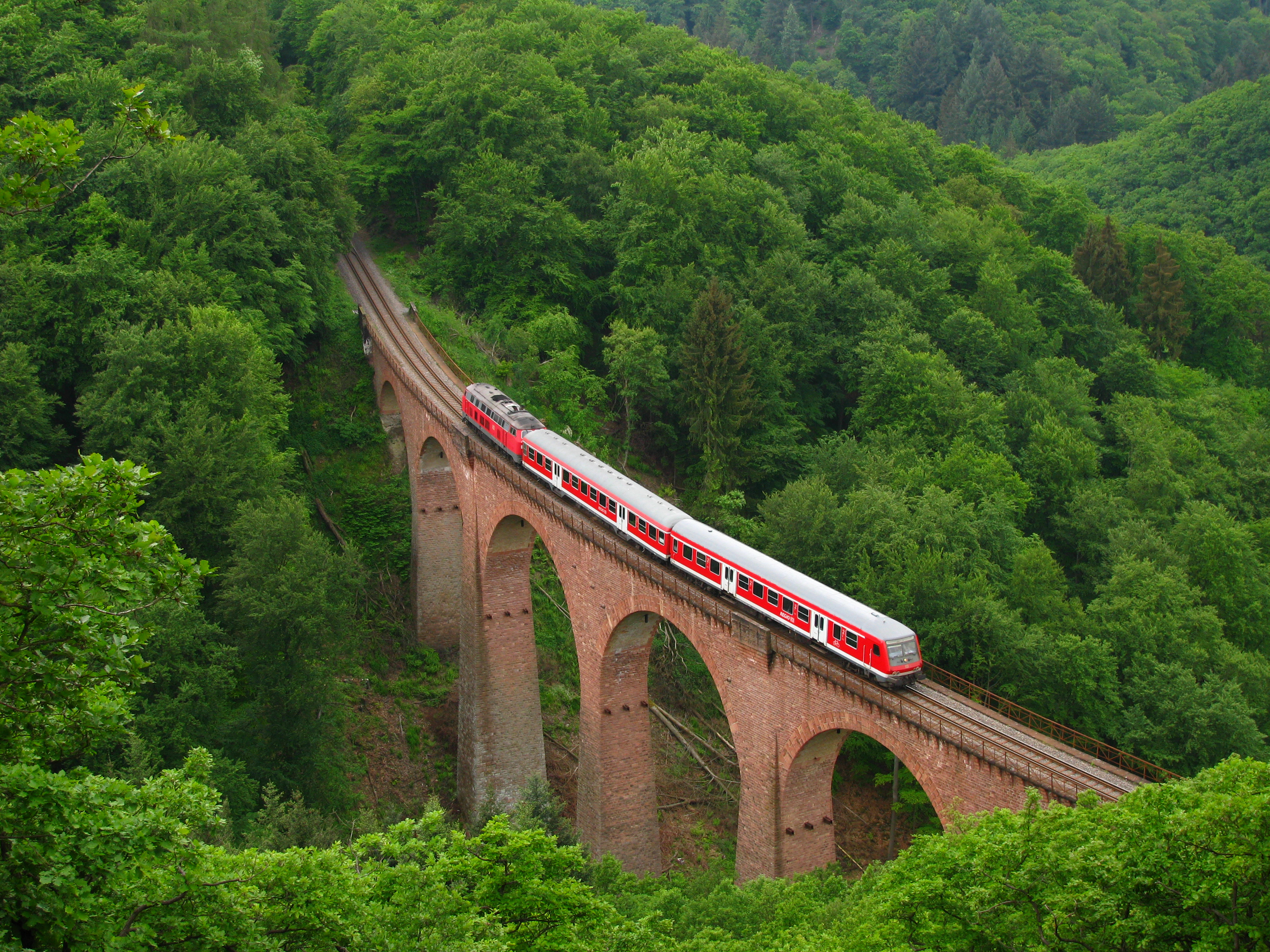
Duw-trektrein van DB Regio op het Hubertus-Viadukt

Het traject werd in augustus 1908 geopend. In het traject was een deel met een lengte van 6,3 km en een helling van 60,9‰ voorzien van een tandstaaf. Deze tandstaaf was door inzet van sterkere stoomlocomotieven van de serie 94.5 niet meer nodig. Deze stoomlocomotieven werden in 1956 vervangen door railbussen van de serie VT 98.5 beter bekend als Uerdinger Schienenbus.
Vanaf 1989 werd een locomotief van de serie 213 met twee rijtuigen ingezet. Deze locomotieven verhuisden in 1995 onder meer naar de deelstaat Thüringen. Vervanging werd gevonden in de serie 215 en later in de serie 218. Hierbij werden gemoderniseerde rijtuigen van het type Silberling en stuurstandrijtuigen van het type Bybdzf (Wittenberger Steuerwagen) gebruikt.
Het personenvervoer tussen Simmern en Pfalzfeld werd op 29 mei 1983 stilgelegd. In 1998 werd het traject tussen Simmern en Emmelshausen in etappes afgebroken. Dit traject werd gedeeltelijk als fietspad ingericht.

## Treindiensten
Rhenus Veniro verzorgt sinds 2011 het personenvervoer op dit traject met RB treinen.
| Serie | Treinsoort                   | Route                                    | Bijzonderheden |
| ----- | ---------------------------- | ---------------------------------------- | -------------- |
| RB 37 | Regionalbahn (Rhenus Veniro) | Boppard Süd – Boppard Hbf – Emmelshausen |                |

## Aansluitingen
In de volgende plaatsen is of was er een aansluiting op de volgende spoorlijnen:
Simmern
DB 3021, spoorlijn tussen Langenlonsheim en Hermeskeil
DB 3022, spoorlijn tussen Simmern en Gemünden
Boppard Hauptbahnhof
DB 2630, spoorlijn tussen Spoorlijn Keulen en Bingen